# FC Nancy
Câu lạc bộ bóng đá de Nancy là một câu lạc bộ bóng đá Pháp chơi ở thành phố Nancy, Meurthe-et-Moselle. Đội được thành lập vào năm 1901 và giải thể vào năm 1968.

## Danh hiệu
- Coupe de France vào chung kết năm 1953, 1962
- Division 2 năm 1946 (nhóm Bắc), 1958